# Bodrogközi kistérség
A Bodrogközi kistérség egy kistérség  volt Borsod-Abaúj-Zemplén megyében, központja Cigánd volt. A kistérség egyike a legfiatalabb területi egységeknek: csupán 2004-ben, a kistérségi rendszer legutóbbi módosításakor hozták létre. 2014-ben az összes többi kistérséggel együtt megszűnt.

## Települései
| Alsóberecki | Bodroghalom  | Cigánd     | Dámóc     | Felsőberecki  |
| Karcsa      | Karos        | Kisrozvágy | Lácacséke | Nagyrozvágy   |
| Pácin       | Révleányvár  | Ricse      | Semjén    | Tiszacsermely |
| Tiszakarád  | Zemplénagárd |            |           |               |

## Fekvése
A Bodrog és a Tisza közötti alföldi jellegű kistájat északról a Latorca folyó határolja el a szomszédos területektől. Csak déli része tartozik Magyarországhoz.

## Gazdaság
A KSH adatai szerint 2005-ben e kistérségben volt a legalacsonyabb az egy főre eső éves szja az országban: 30 000 Ft. Ugyanitt a tárgyévben, az országban egyedül a csatornahálózatba bekapcsolt lakások aránya 0% volt. Ezer lakosra 31 vállalkozás jut, ez is országos negatív csúcs. Munkanélküliség: 20,8%, ez az országban a harmadik legrosszabb adat. A KSH a kistérséget az Abaúj–Hegyközi kistérség után, és a Sellyei kistérséget megelőzve Magyarország legelmaradottabbjaként jellemezte 2006-ban.

## Lásd még
- Bodrogköz földrajzi régió

Ez a link: A Zempléni Településszövetség leírása a Bodrogközről csak a magyarországi részével foglalkozik a Bodrogköznek.